# Jan Diedrichsen

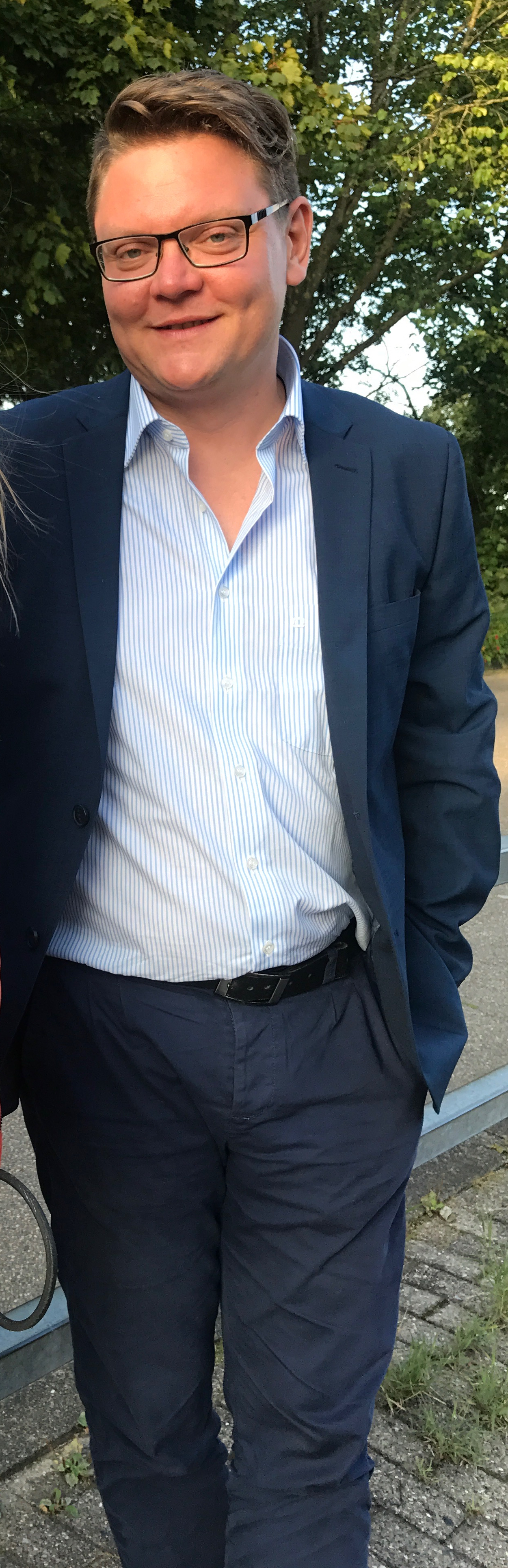
Jan Diedrichsen (2017)

Jan Diedrichsen (* 10. November 1975 in Sonderburg) ist ein dänischer Journalist und politischer Funktionär. Er war von 2007 bis 2019 Leiter des Sekretariats der deutschen Minderheit in Dänemark in Kopenhagen und ist seit November 2015 Leiter der Vertretung des Schleswig-Holsteinischen Landtages bei der Europäischen Union in Brüssel.

## Leben
Diedrichsen stammt aus Nordschleswig, er wurde in Sonderburg geboren. Er ist ausgebildeter Journalist und als freier Journalist für verschiedene Medien in Dänemark und Deutschland tätig. 2007 wurde Diedrichsen zum Leiter des Kopenhagener Sekretariats der Deutschen Minderheit in Dänemark beim dänischen Parlament und der dänischen Regierung gewählt. Er wurde 2015 in seinem Amt für vier Jahre bestätigt. Er schied 2019 aus dem Amt in Kopenhagen aus. Von 2008 bis 2015 war er Direktor des Generalsekretariats der Föderalistischen Union Europäischer Volksgruppen (FUEV) mit Sitz in Flensburg. 2011 wurde Jan Diedrichsen in den Vorstand der Gesellschaft für bedrohte Völker gewählt. Von November 2017 bis September 2021 war er Bundesvorsitzender der Menschenrechtsorganisation.
Seit 2015 ist Jan Diedrichsen Leiter der Vertretung des Schleswig-Holsteinischen Landtages bei der Europäischen Union in Brüssel.
Jan Diedrichsen wohnt in Baistrup (dänisch: Bajstrup), Brüssel und Berlin.

## Auszeichnungen
- 2006: Midas Prize for Journalism in Minority Protection and Cultural Diversity in Europe 2006.[4]